# Obliczenia inteligentne
Obliczenia inteligentne (także Metody inteligencji obliczeniowej) – część działu sztucznej inteligencji. Obliczenia inteligentne to grupa heurystycznych algorytmów, takich jak: systemy oparte na logice rozmytej oraz sztuczne sieci neuronowe i obliczenia ewolucyjne. Ponadto do metod inteligencji obliczeniowej zaliczyć można uczenie maszynowe, metody regresji i estymacji, statystykę, teorię filtrów adaptacyjnych, modelowanie Bayesowskie, logikę rozmytą, teorię zbiorów przybliżonych, algorytmy ewolucyjne, metody drążenia danych, modelowanie koneksjonistyczne, neuroinformatykę. Większość modeli obliczeniowych wyrosłych z powyższych dziedzin ma wspólną cechę, a mianowicie są to "metody uczenia się z danych".
Obliczenia inteligentne są nazywane również obliczeniową sztuczną inteligencją lub z ang. soft-computing.